# Аппаев, Билял Добаевич
Билял Добаевич Аппаев (27 декабря 1939, Учкекен, Карачаевская автономная область — 30 января, 2021, Черкесск) — карачаевский, советский писатель, прозаик, поэт и автор пьес. Член Союза писателей СССР и Союза журналистов СССР. Народный писатель Карачаево-Черкесии. Заслуженный работник культуры Российской Федерации (2001).

## Биография
Родился 27 декабря 1939 года в селе Учкекен, Карачаевской автономной области.
С 1957 по 1962 год обучался на филологическом факультете Карачаево-Черкесского педагогического института. С 1962 по 1982 год работал в должности редактора Черкесском областном радиокомитете. С 1985 по 2020 год после окончания высших литературных курсов по драматургии Института мировой литературы имени М. Горького работал в должности заведующего отделом культуры областной карачаевской газеты «Къарачай» и одновременно с 2010 года — главный редактор журнала культурной и деловой жизни «Золотая площадь».
Член Союза писателей СССР и Союза журналистов СССР. Первые произведения Билял Аппаева были опубликованы в 1958 году в областной газете. В 1964 году выходит его первая книга «Родине», в которую вошли поэтические произведения и поэма «В больнице». Поэтические и прозаические произведения Аппаева печатались в таких литературных журналах как: «Нева», «Дружба народов», «Дон», «Звезда» и «Аврора». С 1970 года Аппаев начал заниматься драматургией и пишет пьесы для Черкесского драматического театра. В 1973 году его пьеса «Обмытая шляпа» была записана на радио. Его пьеса-комедия «Отцова невеста» была опубликована на французском языке, а пьеса для детей «Сын Ёрюзмека» была издана на белорусском языке. В 1979 году в издательствах «Советская Россия» и «Искусство» были выпущены сборники драматических произведений, в которых были опубликованы пьесы Аппаева — «Сын председателя» и «Бробики». Пьесы Аппаевы были переведены на тридцать восемь языков СССР и поставлены в восьмидесяти драматических театрах. На стихи Аппаева писали музыку различные композиторы, в том числе Маджит Ногайлиев. В 1989 году вышел роман Аппаева «Первая любовь», ставший первым детективным произведением в карачаевской литературе (в 2010 году на русском языке). В 2005 году за роман «Жалобы гор», Аппаев был удостоен премии президента Карачаево-Черкесии.
19 января 2001 году Указом Президента России «За заслуги в области культуры и печати, большой вклад в укрепление дружбы и сотрудничества между народами, многолетнюю плодотворную работу» Билял Аппаев был удостоен почётного звания — Заслуженный работник культуры Российской Федерации
Скончался 30 января 2021 года в Черкесске

## Оценка творчества
В 1979 году областная газета «Ленинское знамя» так писала о пьесах Аппаева — «Бобики» и «Сын председателя»: «Они были первыми драматическими произведениями литераторов Карачаево-Черкесии, которые переводились на русский язык и стали достоянием всесоюзного читателя и художественных коллективов во многих городах и сёлах Советского Союза»

## Награды
- Заслуженный работник культуры Российской Федерации (2001[3])
- Народный писатель Карачаево-Черкесии[1]
- Заслуженный работник культуры Карачаево-Черкесии[1]